# Bauernstein Söhesten
Der Bauernstein Söhesten ist ein denkmalgeschützter Bauernstein in der Ortschaft Söhesten des Ortsteiles Muschwitz der Stadt Lützen in Sachsen-Anhalt. Im örtlichen Kulturdenkmalverzeichnis ist er unter der Erfassungsnummer 094 66227 als Kleindenkmal und im örtlichen Bodendenkmalverzeichnis mit der Erfassungsnummer 428300690 als besonderer Stein verzeichnet.
Der Bauernstein von Söhesten befindet sich in der Ortsmitte auf einer Grünfläche gegenüber dem Kriegerdenkmal und der ehemaligen Gaststätte des Ortes. Es handelt sich um einen Sandsteinblock mit einer ebenen Oberfläche, daneben befindet sich ein kleiner Stein. Er ist einer von wenigen erhaltenen Bauernsteinen und Überbleibsel der mittelalterlichen Rechtsgeschichte. Er wurde 2017 als Kulturdenkmal verzeichnet.